# Kropla deszczu (deser)

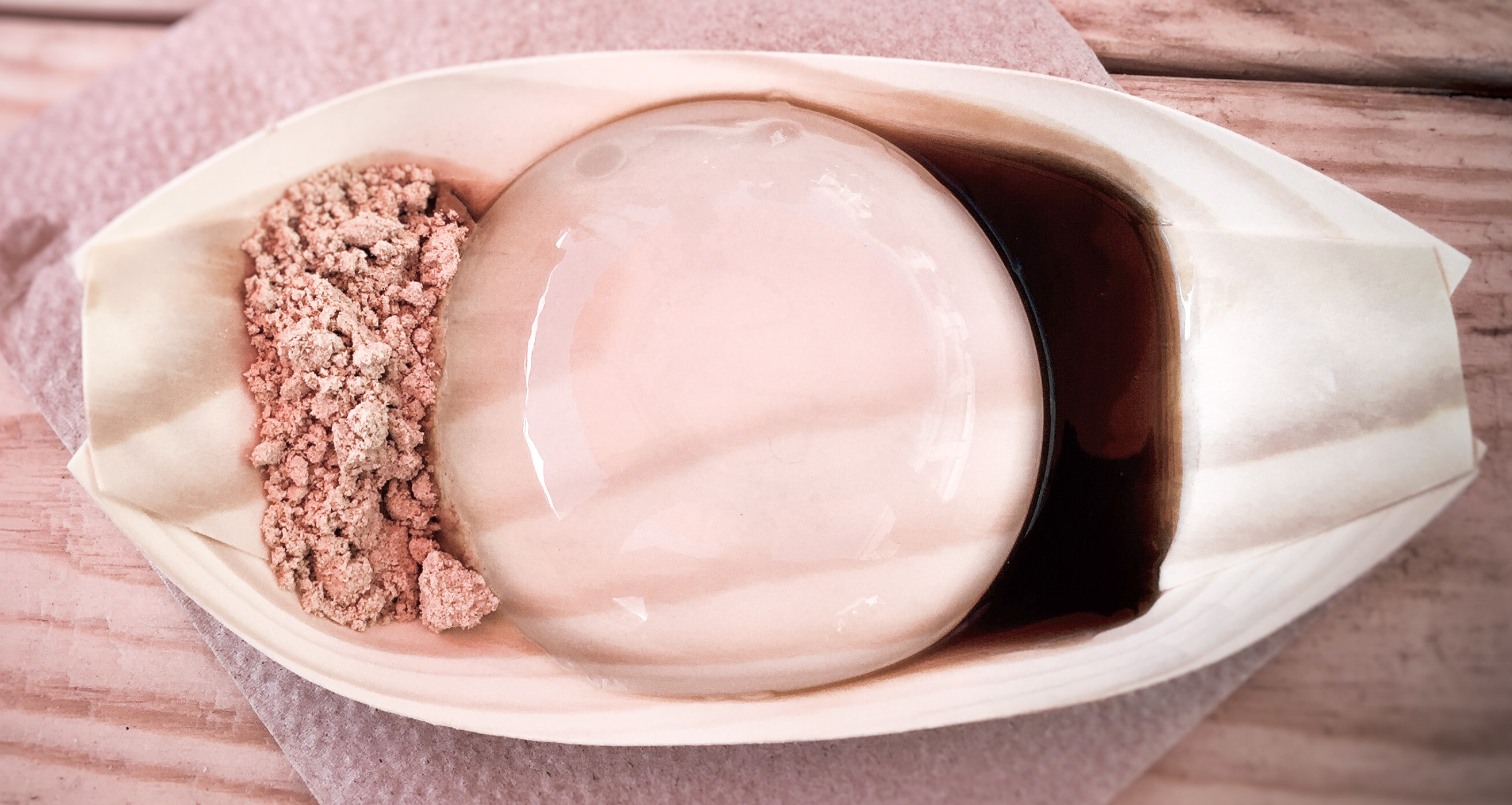
Galaretka „kropla deszczu” podana z kuromitsu i kinako

Kropla deszczu – deser w postaci galaretki przygotowany z wody i agaru, wyglądem przypominający kroplę deszczu lub rosy. Po raz pierwszy stał się popularny w Japonii, później stał się znany w innych krajach.

## Historia
Deser ten, znany jako mizu-shingen-mochi (水信玄餅), jest ewolucją tradycyjnego japońskiego deseru shingen-mochi (信玄餅).

### Shingen-mochi
Shingen-mochi został po raz pierwszy wytworzony z mąki ryżowej i cukru przez daimyō Shingena Takedę (1521–1573) jako jedzenie awaryjne w okresie Sengoku (1467 lub 1493 – 1590), lecz później stał się daniem podczas O-bon, święta zmarłych w buddyzmie japońskim.

### Mizu-shingen-mochi
We współczesnej Japonii mieszkańcy miasta Hokuto w prefekturze Yamanashi zaczęli dodawać do deseru świeżą wodę mineralną. Firma Kinseiken Seika Company w prefekturze Yamanashi była jedną z pierwszych, która zaczęła sprzedawać „kroplę deszczu” w weekendy.
Mizu oznacza wodę, a shingen-mochi to rodzaj słodkiego ciasta ryżowego (mochi) wytwarzanego m.in. przez firmę Kinseiken. W 2013 roku twórca chciał zgłębić pomysł stworzenia jadalnej wody. Deser szybko stał się popularny w mediach społecznościowych, a ludzie odbywali specjalne wycieczki, aby spróbować tego deseru.
Darren Wong przedstawił deser „kroplę deszczu” po raz pierwszy w kwietniu 2016 w Nowym Jorku na targu spożywczym Smorgasburg. Niedługo potem londyńska restauracja Yamagoya opracowała swoją własną recepturę deseru.

## Opis
Deser składa się z wody mineralnej i agaru, w związku z tym praktycznie nie ma kalorii. Woda z oryginalnego dania została uzyskana na górze Kaikoma (Kaikoma-ga-take, 2967 m) znajdującej się na terenie Parku Narodowego Południowych Alp Japońskich w Południowych Alpach Japońskich i ma delikatnie słodki smak. Agar jest wegańską alternatywą dla żelatyny, ponieważ jest wytwarzany z wodorostów. Agar podgrzewa się, delikatnie mieszając do momentu, gdy rozpuści się razem z cukrem; gotuje się go przez około minutę. Jako polewy używa się syropu z brązowego cukru o nazwie kuromitsu i posypuje prażoną mąką sojową kinako. Potrawa wygląda jak przezroczysta kropla deszczu, chociaż bywa porównywana również do implantów piersi i meduz. Po przygotowaniu musi być natychmiast zjedzona, w przeciwnym razie zaczyna parować po dwudziestu minutach. Deser topi się po wzięciu go do ust. Sama galaretka w zasadzie nie ma smaku. Jej popularyzator, Darren Wong, stwierdził jednak, że doświadczenie jedzenia skupia się na teksturze, a nie smaku. Za smak odpowiada w tym przypadku nie przezroczysta galaretka, ale dodatki.